# Thomas Lagerlöf
Thomas Olof Lagerlöf (* 15. November 1971 in Österåker) ist ein ehemaliger schwedischer Fußballspieler, der mittlerweile als Trainer tätig ist. Als Aktiver holte der Verteidiger und Mittelfeldspieler fünf nationale Titel mit AIK, als Teil eines Trainerduos mit Kim Bergstrand wurde er mit dem Erzrivalen Djurgårdens IF schwedischer Meister.

## Werdegang

### Spielerkarriere
Lagerlöf begann 1978 seine Vereinsspielerkarriere, als er sich der Jugend des IFK Österåker anschloss. Nachdem er 1984 auf Einladung des AIK für den Solnaer Klub als Gastspieler an einem Jugendturnier teilgenommen hatte, holte ihn der Klub Anfang 1985 in seine Jugendabteilung. Hier durchlief er die Jugendmannschaften und wurde in der Spielzeit 1990 erstmals in den Erstligakader geholt und durfte beim 2:2-Unentschieden gegen Halmstads BK am 2. September im Halmstader Stadion Örjans vall als Einwechselspieler erstmals Erstligaspielzeit ergattern. Es dauerte jedoch bis zur Spielzeit 1992, ehe er regulär zum Kader in der Allsvenskan stieß. Unregelmäßig auf dem Spielfeld, trug er in neun Partien in der regulären Spielzeit und sieben Spielen in der Mästerskapsserien zum Gewinn des Von-Rosens-Pokal für den schwedischen Landesmeister bei.
In der Folgesaison etablierte sich Lagerlöf an der Seite von Gary Sundgren, Björn Kindlund und Peter Larsson als Stammspieler in der Defensivreihe von AIK. Auch in den Entscheidungsspielen zur UEFA Champions League 1993/94 gegen den tschechischen Vertreter Sparta Prag gehörte er zum Kader, stand aber nur beim 1:0-Hinspielerfolg in der Startformation und wurde im Rückspiel, das mit einer 0:2-Niederlage und dem damit verbundenen Ausscheiden endete, durch Johan Mjällby verdrängt. Mit der Verpflichtung von Hans Backe als neuem Trainer zur Spielzeit 1994 verlor er seinen Stammplatz und schwankte zwischen Startformation und Ersatzbank. Auch unter dessen Nachfolger Erik Hamrén war er in der Spielzeit 1996 nur zweite Wahl und bestritt lediglich zehn der 26 Saisonspiele. Dennoch stand er im Mai des Jahres beim Endspiel um den Landespokal an der Seite von Magnus Hedman, Krister Nordin, Dick Lidman, Ola Andersson und Patrick Englund in der Startformation und trug somit – zwar in der 80. Spielminute durch Mattias Johansson ersetzt – zum 1:0-Erfolg nach Verlängerung durch ein Tor von Pascal Simpson und somit zum Titelgewinn bei.
Im Jahr 1997 gelang Lagerlöf bei AIK endgültig der Durchbruch, obwohl das Jahr für ihn unglücklich begann. Hatte die Mannschaft nach Erfolgen über KR Reykjavík und Olympique Nîmes das Viertelfinale des Europapokals der Pokalsieger 1996/97 erreicht und konnte damit erstmals in der Vereinsgeschichte im Europapokal überwintern, traf sie dort im März 1997 auf den spanischen Vertreter FC Barcelona. Im Hinspiel kem er krankheitsbedingt nicht zum Einsatz, im Rückspiel, das mit einem 1:1-Unentschieden einen Achtungserfolg gegen den späteren Titelgewinner darstellte, musste er nach einer Knieverletzung frühzeitig ausgewechselt werden. In der anschließenden Spielzeit stand er in 21 Saisonspielen auf dem Platz und wirkte bei der Titelverteidigung im Pokal mit.
Auch nach einem erneuten Trainerwechsel Anfang 1998 – der Engländer Stuart Baxter übernahm die Trainingsleitung – war Lagerlöf Stammkraft in der Defensive von AIK. Aber als nunmehr defensiver Mittelfeldspieler zeigte er auch seine Torgefahr und erzielte im Verlauf der Spielzeit 1998 drei Tore. Angesichts von lediglich 25 in 26 Saisonspielen erzielter Tore der gesamten Mannschaft verhalf er damit entscheidend zum erneuten Gewinn des Landesmeistertitels. Nachdem er mit dem Klub im Sommer 1999 zum dritten Mal den Landespokal gewonnen hatte, zog er mit der Mannschaft in der UEFA Champions League 1999/2000 nach Siegen über den belarussischen Vertreter Dnjapro Mahiljou und den griechischen Vize-Meister AEK Athen in die Gruppenphase ein, wo sie nach teilweise unglücklichen Niederlagen gegen den FC Arsenal, FC Barcelona und AC Florenz mit einem Punkt nach einem 0:0-Unentschieden im heimischen Råsundastadion gegen den italienischen Verein als Gruppenletzter ausschied.
Lagerlöf war auch in den folgenden Jahren eine Stütze der Mannschaft, auch wenn sie den Erfolg nicht bestätigen konnte. Im Herbst 2001 kam es zu einer Auseinandersetzung mit dem Trainer Olle Nordin. Im Anschluss entschied der Klub, dass sich zum Jahresende die Wege trennten. Im Dezember entschied er sich nach zwölf Jahren schwedischen Erstligafußballs, in denen er in 195 Allsvenskanspielen für AIK aufgelaufen war, für einen Wechsel ins Ausland. Nachdem mehrere internationale Klub Interesse gezeigt hatten, schloss er sich dem norwegischen Klub Lyn Oslo an, der seinerzeit von Stuart Baxter trainiert wurde.
In Norwegen konnte sich Lagerlöf nicht dauerhaft durchsetzen und schwankte zwischen Startformation und Ersatzbank. Daher kehrte er im Sommer 2004 nach Schweden zurück und schloss sich IF Brommapojkarna an. Für den Klub spielte er als Stammkraft zunächst in der Superettan. In der Zweitliga-Spielzeit 2006 gehörte er mit drei Saisontoren zu den Stützen der Mannschaft, die erstmals in der Vereinsgeschichte in die Allsvenskan aufstieg. Nach 21 Erstligaspielen für den Klub beendete er Ende 2007 seine aktive Laufbahn.

### Trainerlaufbahn
Lagerlöf kehrte im November 2007 zu AIK zurück. Als Assistenztrainer verstärkte er ebenso wie Lee Baxter das Trainerteam des Traditionsklubs. Nachdem am Ende der Spielzeit 2008 Trainer Rikard Norling durch Mikael Stahre ersetzt wurde, verließ er den Klub und ersetzte den neuen AIK-Trainer als Cheftrainer bei dessen vormaligem Verein Väsby United. Mit dem Klub erreichte er in seiner ersten Spielzeit den Klassenerhalt in der Superettan. Als Mikael Stahre im Frühjahr 2010 AIK in Richtung Griechenland verließ, war er kurzzeitig als dessen Nachfolger bei AIK im Gespräch.
Ende 2011 verließ Lagerlöf Väsby United und schloss sich dem Drittligisten IK Sirius als Assistenztrainer von Kim Bergstrand an. Das Duo führte den Klub in der Spielzeit 2013 zur Meisterschaft in der Nordstaffel und damit in die Superettan. Dort platzierte sich die Mannschaft direkt im vorderen Tabellendrittel und erreichte am Ende der Zweitliga-Saison 2015 die Relegation. In den Barragespielen verpasste sie aufgrund der Auswärtstorregel gegen Falkenbergs FF den Sprung in die Allsvenskan. Als Zweitligameister der folgenden Saison stieg der Klub in die höchste Spielklasse auf. 
Nach Ende der Spielzeit 2018 verließen Bergstrand und Lagerlöf nach zwei Erstligajahren IK Sirius und schlossen sich im November des Jahres als gleichberechtigte Cheftrainer dem Ligakonkurrenten Djurgårdens IF an, bei dem beide Drei-Jahres-Verträge unterzeichneten. In der Spielzeit 2019 gewannen sie mit dem Klub den Meistertitel, in der UEFA Champions League 2020/21 scheiterte die Mannschaft jedoch bereits in der 1. Qualifikationsrunde gegen Ferencváros Budapest. In der nationalen Meisterschaft hielt das Duo den Klub jedoch im vorderen Drittel, so dass der Klub Anfang 2021 die Verträge bis Ende 2023 verlängerte. In der Spielzeit 2022 wurde der Klub hinter dem erstmaligen Meister BK Häcken Vizemeister. Parallel erreichte die Mannschaft in der UEFA Europa Conference League 2022/23 die Gruppenphase, in der sie ohne Niederlage gegen KAA Gent, Molde FK und die Shamrock Rovers den Gruppensieg holte. Im Achtelfinale schied sie nach zwei Niederlagen gegen Lech Posen aus. Auch am Ende der Spielzeit 2923 erreichte das Duo als Tabellenvierten die Europapokalqualifikation und im Sommer 2024 den Einzug ins Endspiel um den Landespokal 2023/24. Nachdem Deniz Hümmet gegen Meister Malmö FF die Führung von Taha Ali egalisiert hatte, ging das Spiel beim Stand von 1:1 nach Verlängerung ins Elfmeterschießen. Der Titelgewinn blieb jedoch verwehrt, da MFF-Torwart Johan Dahlin zwei Strafstöße hielt. Nachdem die Mannschaft lange Zeit während der Spielzeit 2024 hinter Malmö FF den zweiten Platz belegt hatte und in der UEFA Conference League 2024/25 in die Gruppenphase eingezogen war, wo sie zum Auftakt Anfang Oktober mit einem 2:2-Remis beim österreichischen Klub LASK erneut ohne Niederlage blieb, kam die Mannschaft im Laufe des Oktobers ins Trudeln. Nach dem wegen Zuschauerausschreitungen abgebrochenen und am folgenden Tag zu Ende gespielten Derby gegen Hammarby IF rutschte der Klub aufgrund einer 0:2-Niederlage auf den vierten Tabellenplatz ab. Daraufhin trennte sich der Verein vom Trainerduo, das 177 Erstligaspiele in Folge – und damit als vereinsinterner Rekordhalter – für die Mannschaft verantwortlich war.

### Titel und Auszeichnungen
Spieler
- Schwedischer Meister: 1992, 1998
- Schwedischer Pokalsieger: 1996, 1997, 1999

Trainer
- Schwedischer Meister: 2019
- Allsvenskan-Aufstieg: 2016